# Clemens August von Galen
Clemens August Joseph Pius Emanuel Antonius von Galen (Dinklage, 16 marzo 1878 – Münster, 22 marzo 1946) è stato un cardinale e vescovo cattolico tedesco.

## Origini, studi e vocazione
Clemens August von Galen nacque nel castello familiare di Dinklage, nella regione di Oldenburg, presso Münster, il 16 marzo 1878, figlio del conte Ferdinand Heribert Ludwig von Galen e della contessa imperiale Elisabeth Friederica Sophie von Spee. Undicesimo di tredici figli, crebbe in una famiglia devotamente cattolica. Nel 1890 iniziò a frequentare il liceo dei Gesuiti a Feldkirch (Austria) e conseguì la maturità nel 1896 presso il ginnasio Antonianum di Vechta.
Dopo gli studi di filosofia, storia e letteratura a Friburgo (Svizzera) e di teologia a Innsbruck, entrò nel seminario di Münster, dove venne ordinato sacerdote il 28 maggio 1904 dal vescovo Hermann Dingelstadt. Dapprima vicario capitolare a Münster, venne nominato cappellano della chiesa di San Mattia a Berlino (1906-1911), poi curato della chiesa di San Clemente Maria Hofbauer (1911-1919), infine parroco della chiesa di San Mattia a Berlino–Schöneberg (1919-1929). Visse i difficili anni della prima guerra mondiale, dei tumulti del dopoguerra e della Repubblica di Weimar.
Nel 1925 conobbe Eugenio Pacelli, che dal 1920 era nunzio apostolico per l'intera Germania, con cui strinse un'amicizia che durò per tutta la vita. Nel 1929 fu nominato parroco della chiesa di San Lamberto a Münster. Nel 1932 pubblicò Die Pest des Laizismus (La peste del laicismo).

## Vescovo e oppositore
Dopo la morte del vescovo Johannes Poggenburg, il 5 settembre 1933 von Galen fu nominato vescovo di Münster. In ossequio al Reichskonkordat (concordato tra la Germania nazista e la Chiesa cattolica, 20 luglio 1933), il 19 ottobre von Galen prestò giuramento di lealtà allo Stato dinanzi a Hermann Göring e il 28 ottobre ricevette la consacrazione episcopale nel duomo di Münster. Come motto episcopale scelse Nec Laudibus, Nec Timore, "Né con le lodi, né con la minaccia" (sottinteso: io devio dalle vie di Dio).

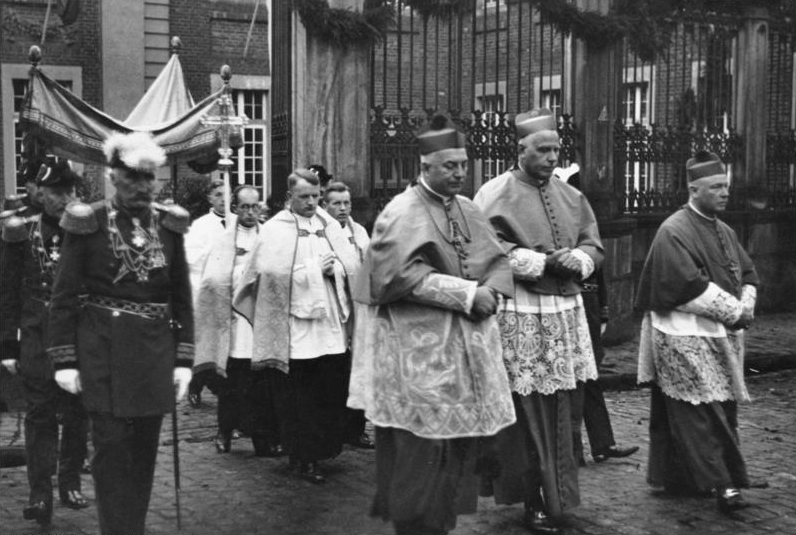
Clemens August von Galen (al centro) si avvia in processione dal palazzo vescovile alla cattedrale di Münster nel giorno della sua consacrazione episcopale (28 ottobre 1933).

Come vescovo di Münster von Galen si distinse per la sua opposizione alla teoria e alla prassi del regime nazionalsocialista. Il 12 novembre, a poco più di un mese dalla nomina, denunciò la violazione delle norme del Reichskonkordat sull'insegnamento della religione cattolica nelle scuole, i cui docenti dovevano essere approvati dal vescovo locale. La denuncia di von Galen seguiva le Note di protesta del 19 e 28 ottobre inviate al Cancelliere del Reich Adolf Hitler da Eugenio Pacelli, Segretario di Stato di Pio XI dal 1930, per le sistematiche violazioni del Reichskonkordat e per la soppressione della stampa e delle associazioni cattoliche. Il 25 novembre protestò contro l'arruolamento degli studenti di teologia nelle SA (Sturmabteilung) di Ernst Röhm.
Il 21 gennaio 1934 Hitler designò il filosofo Alfred Rosenberg, autore di Der Mythus des 20. Jahrhunderts (Il mito del XX secolo, 1930), alla direzione ideologica e spirituale del nazismo. Il 31 gennaio Pacelli inviò a Hitler un'ennesima Nota di protesta, che condannava l'opera di Rosenberg. Da parte sua von Galen il 29 gennaio fece della denuncia del neopaganesimo nazista l'oggetto della sua lettera pastorale per la quaresima e in quella per la Pasqua del 6 marzo si espresse contro la dottrina del sangue e della razza di Rosenberg. In maggio fu a Roma per colloqui con Pio XI e Pacelli. In ottobre e in dicembre fece allegare al bollettino della diocesi di Münster altri due scritti polemici: gli Studi su Il Mito del XX secolo e L'apostolo Paolo e il Cristianesimo primitivo. Una nuova lettera pastorale del 19 marzo 1935 dedicata a Der Mythus des 20. Jahrhunderts gli procurò un violento attacco pubblico di Rosenberg e le attenzioni della Gestapo.
Il 18 agosto 1936 i vescovi tedeschi riuniti a Fulda inviarono a Pio XI la richiesta di una presa di posizione della Santa Sede sulla situazione della Chiesa cattolica nel Terzo Reich. In quello stesso 1936 von Galen tenne due sermoni contro il totalitarismo nazista e contro la sua pretesa di considerare la fede cristiana incompatibile con la ricostruzione della Germania. Nel gennaio del 1937 partecipò con i cardinali Adolf Bertram, Michael von Faulhaber, Karl Joseph Schulte e il vescovo Konrad von Preysing Lichtenegg-Moos ai lavori preparatori dell'enciclica Mit brennender Sorge (Con viva preoccupazione), che fu emanata il seguente 14 marzo e diffusa in tutta la Germania, nonostante il divieto del ministero del Reich per le questioni ecclesiali.
Nel 1938, l'anno dell'Anschluss (12 marzo), della conferenza di Monaco (29-30 settembre) e della Notte dei cristalli (9-10 novembre), von Galen protestò contro la chiusura delle scuole confessionali nell'Oldenburg, propedeutica all'introduzione delle scuole comunitarie, che avvenne nel successivo 1939, anno dell'elezione di Eugenio Pacelli al soglio pontificio con il nome pontificale di Pio XII (2 marzo) e dello scoppio della seconda guerra mondiale (1º settembre).

## Durante la guerra
Nel giugno del 1941, pochi giorni prima dell'invasione dell'Unione Sovietica, Martin Bormann diramò ai Gauleiter una direttiva sull'incompatibilità tra cristianesimo e nazismo, con l'ordine di contrastare l'influenza delle chiese cristiane in Germania. Von Galen si consultò con Pio XII e pronunciò tre omelie dichiaratamente antinaziste: il 13 e 20 luglio contro l'occupazione e la confisca di conventi e monasteri, e l'espulsione violenta dei religiosi, che cessarono per ordine di Hitler il 30 luglio; il 3 agosto contro il programma segreto Aktion T4 per l'eliminazione di disabili psichici e fisici, malati lungodegenti e terminali, e pazienti non tedeschi, visto come negazione del quinto comandamento biblico «non uccidere»:
(Omelia presso la chiesa di San Lamberto, 3 agosto 1941.)
Di fronte a proteste crescenti, Adolf Hitler fu costretto a dichiarare sospeso il programma di eutanasia nazista, ma di fatto esso proseguì fino alla caduta del Terzo Reich. Martin Bormann chiese l'impiccagione di von Galen, ma Joseph Goebbels convinse Hitler ad attendere la vittoria finale per pareggiare i conti, ribattendo:
Le tre omelie di von Galen furono diffuse clandestinamente in tutta la Germania da cattolici, da luterani e da ebrei. Tra il 4 e il 5 novembre aerei alleati fecero piovere sulla Vestfalia volantini con il testo dell'omelia del 13 luglio. Il 9 novembre Goebbels pronunciò un minaccioso ammonimento pubblico contro von Galen senza nominarlo direttamente, mentre centinaia furono gli arresti tra chi diffondeva le sue omelie (vi furono anche casi di sacerdoti uccisi perché diffondevano le prediche del vescovo). L'8 giugno del 1943 il  New York Times dedicò un articolo a von Galen, definendolo «l'oppositore più ostinato del programma nazionalsocialista anticristiano».
Il 13 settembre 1943 fu nominato da Pio XII prelato domestico di Sua Santità. Scampò il 10 ottobre successivo al bombardamento di Münster, che distrusse l'episcopio e danneggiò gravemente il duomo. In novembre iniziò a prendere contatti con la resistenza interna al nazismo.

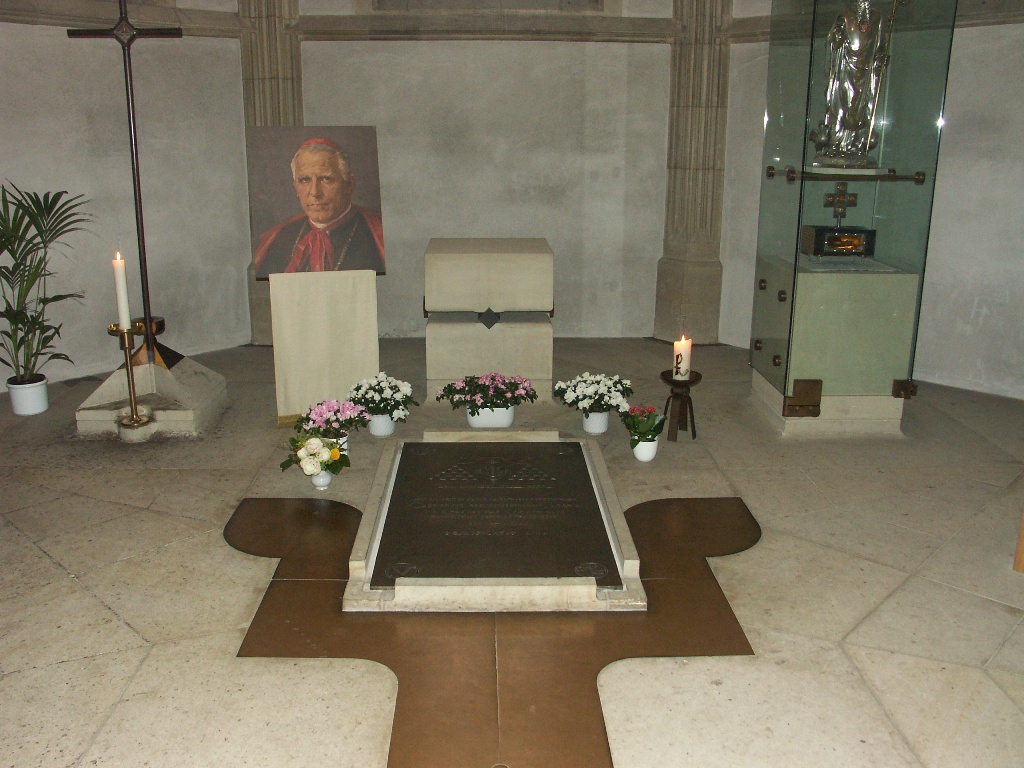
La tomba di Clemens August von Galen nella cattedrale di Münster.

## Dopo la guerra
Nel 1945, già prima della resa incondizionata della Germania dell'8 maggio, si pose alla difesa del suo popolo, protestando più volte contro le violazioni dei diritti umani commesse dal governo militare alleato di occupazione e rifiutando la teoria alleata di una colpa collettiva del popolo tedesco, accusato di silenziosa accettazione della politica di Hitler. In luglio pubblicò Esigenze fondamentali per una ricostruzione politica, sociale e spirituale della patria tedesca e il 6 gennaio 1946 affermò in un'omelia:
Papa Pio XII lo elevò al rango di cardinale nel concistoro ordinario del 21 febbraio 1946. I giornali si riferirono alla sua persona chiamandolo "Il Leone di Münster". Al ritorno alla sua diocesi il 16 marzo come porporato fu accolto trionfalmente da cinquantamila fedeli e, commosso, si rivolse loro dicendo che i nazisti lo avrebbero ucciso, se essi non l'avessero appoggiato. Fu il suo ultimo discorso pubblico.
Il 19 marzo fu ricoverato per una peritonite. Morì il 22 marzo 1946 all'età di 68 anni. I funerali solenni si svolsero il 28 marzo nella chiesa di Santa Croce e la salma fu tumulata nella cappella di San Ludgero in duomo.
Papa Giovanni Paolo II lo dichiarò venerabile il 20 dicembre 2003. Il 9 ottobre 2005 fu beatificato da papa Benedetto XVI.

## Genealogia episcopale e successione apostolica
La genealogia episcopale è:
- Cardinale Scipione Rebiba
- Cardinale Giulio Antonio Santori
- Cardinale Girolamo Bernerio, O.P.
- Arcivescovo Galeazzo Sanvitale
- Cardinale Ludovico Ludovisi
- Cardinale Luigi Caetani
- Cardinale Ulderico Carpegna
- Cardinale Paluzzo Paluzzi Altieri degli Albertoni
- Papa Benedetto XIII
- Papa Benedetto XIV
- Papa Clemente XIII
- Cardinale Giovanni Carlo Boschi
- Cardinale Bartolomeo Pacca
- Cardinale Francesco Serra Cassano
- Arcivescovo Joseph Maria Johann Nepomuk von Fraunberg
- Cardinale Johannes von Geissel
- Vescovo Eduard Jakob Wedekin
- Cardinale Paul Ludolf Melchers, S.I.
- Cardinale Philipp Krementz
- Cardinale Anton Hubert Fischer
- Cardinale Karl Joseph Schulte
- Cardinale Clemens August von Galen

La successione apostolica è:
- Vescovo Heinrich Roleff (1936)
- Arcivescovo Heinrich Wienken (1937)

## Ascendenza
|                                           |                                            |                                                    | Genitori                                                                |  |  | Nonni |  |  | Bisnonni                                |  |  | Trisnonni                            |  |
|                                           |                                            |                                                    |                                                                         |  |  |       |  |  | Clemens August Josef von Galen zu Assen |  |  | Wilhelm Ferdinand von Galen zu Assen |  |
|                                           |                                            |                                                    |                                                                         |  |  |       |  |  | Clemens August Josef von Galen zu Assen |  |  | Wilhelm Ferdinand von Galen zu Assen |  |
|                                           |                                            | Sophie Louise von Merveldt zu Westerwinkel         |                                                                         |  |  |       |  |  | Clemens August Josef von Galen zu Assen |  |  |                                      |  |
| Johann Matthias von Galen                 |                                            |                                                    |                                                                         |  |  |       |  |  | Clemens August Josef von Galen zu Assen |  |  |                                      |  |
|                                           |                                            | Anna Angela von Ascheberg                          | Johann Matthias Caspar von Ascheberg                                    |  |  |       |  |  |                                         |  |  |                                      |  |
|                                           |                                            | Anna Angela von Ascheberg                          | Johann Matthias Caspar von Ascheberg                                    |  |  |       |  |  |                                         |  |  |                                      |  |
|                                           |                                            | Anna Angela von Ascheberg                          | Maria Franziska von Etzbach                                             |  |  |       |  |  |                                         |  |  |                                      |  |
| Ferdinand Heribert von Galen              |                                            | Anna Angela von Ascheberg                          |                                                                         |  |  |       |  |  |                                         |  |  |                                      |  |
|                                           |                                            | Maximilian von Ketteler                            | Clemens August von Ketteler                                             |  |  |       |  |  |                                         |  |  |                                      |  |
|                                           |                                            | Maximilian von Ketteler                            | Clemens August von Ketteler                                             |  |  |       |  |  |                                         |  |  |                                      |  |
|                                           |                                            | Maximilian von Ketteler                            | Maria von Galen                                                         |  |  |       |  |  |                                         |  |  |                                      |  |
| Anna Maria von Ketteler                   |                                            | Maximilian von Ketteler                            |                                                                         |  |  |       |  |  |                                         |  |  |                                      |  |
|                                           |                                            | Clementine von der Wenge zu Beck                   | Clemens August von der Wenge zu Beck                                    |  |  |       |  |  |                                         |  |  |                                      |  |
|                                           |                                            | Clementine von der Wenge zu Beck                   | Clemens August von der Wenge zu Beck                                    |  |  |       |  |  |                                         |  |  |                                      |  |
|                                           |                                            | Clementine von der Wenge zu Beck                   | Ludowika von Eynatten                                                   |  |  |       |  |  |                                         |  |  |                                      |  |
| Clemens August von Galen                  |                                            | Clementine von der Wenge zu Beck                   |                                                                         |  |  |       |  |  |                                         |  |  |                                      |  |
|                                           | Franz Ambrosiue Joseph Anton Adam von Spee | Karl Wilhelm von Spee                              |                                                                         |  |  |       |  |  |                                         |  |  |                                      |  |
|                                           | Franz Ambrosiue Joseph Anton Adam von Spee | Karl Wilhelm von Spee                              |                                                                         |  |  |       |  |  |                                         |  |  |                                      |  |
|                                           | Franz Ambrosiue Joseph Anton Adam von Spee | Augusta von Hompesch-Bollheim                      |                                                                         |  |  |       |  |  |                                         |  |  |                                      |  |
| August Wilhelm Constantin Hubert von Spee | Franz Ambrosiue Joseph Anton Adam von Spee |                                                    |                                                                         |  |  |       |  |  |                                         |  |  |                                      |  |
|                                           |                                            | Sophia Maria von Merveldt zu Lembeck               | Ferdinand August Joseph Maria Anton Franz Ignaz von Merveldt zu Lembeck |  |  |       |  |  |                                         |  |  |                                      |  |
|                                           |                                            | Sophia Maria von Merveldt zu Lembeck               | Ferdinand August Joseph Maria Anton Franz Ignaz von Merveldt zu Lembeck |  |  |       |  |  |                                         |  |  |                                      |  |
|                                           |                                            | Sophia Maria von Merveldt zu Lembeck               | Maria Theresia Josepha Anna Elisabeth Walpurgis Hercula von Pergen      |  |  |       |  |  |                                         |  |  |                                      |  |
| Elisabeth von Spee                        |                                            | Sophia Maria von Merveldt zu Lembeck               |                                                                         |  |  |       |  |  |                                         |  |  |                                      |  |
|                                           |                                            | Friedrich August von Brühl                         | Alois Friedrich von Brühl                                               |  |  |       |  |  |                                         |  |  |                                      |  |
|                                           |                                            | Friedrich August von Brühl                         | Alois Friedrich von Brühl                                               |  |  |       |  |  |                                         |  |  |                                      |  |
|                                           |                                            | Friedrich August von Brühl                         | Josepha Christiane Anna von Schaffgotsch                                |  |  |       |  |  |                                         |  |  |                                      |  |
| Franziska von Brühl                       |                                            | Friedrich August von Brühl                         |                                                                         |  |  |       |  |  |                                         |  |  |                                      |  |
|                                           |                                            | Maria Augusta Franziska von Sternberg-Manderscheid | Franz Josef Adam Johann von Sternberg-Manderscheid                      |  |  |       |  |  |                                         |  |  |                                      |  |
|                                           |                                            | Maria Augusta Franziska von Sternberg-Manderscheid | Franz Josef Adam Johann von Sternberg-Manderscheid                      |  |  |       |  |  |                                         |  |  |                                      |  |
|                                           |                                            | Maria Augusta Franziska von Sternberg-Manderscheid | Maria Franziska Sofie Carol von Schonborn-Heussenstamm                  |  |  |       |  |  |                                         |  |  |                                      |  |
|                                           |                                            | Maria Augusta Franziska von Sternberg-Manderscheid |                                                                         |  |  |       |  |  |                                         |  |  |                                      |  |